# Усович Іван Олександрович
Іван Олександрович (Ваня) Усович (біл. Іван Аляксандравіч Усовіч; (14 липня 1993 , Мядель, Мінська область )) — білоруський стендап-комік.

## Життєпис
Народився в невеликому білоруському місті Мядель . Пізніше переїхав до Мінська.
Почав займатися КВН ще в школі. Вступив в БДЕУ і вчився на маркетолога-економіста.
В ВУЗі грав в студентській лізі КВН, редактором якої був учасник шоу «Відкритий мікрофон» на ТНТ Слава Комісаренко.
На базі студентської команди Комісаренко створив стендап-шоу Cheesecake Factory, частиною якого став і Усович.
У 2013 році, перебуваючи на третьому курсі навчання, Усович кинув університет і переїхав до Москви .
У Москві брав участь в шоу Stand Up на телеканалі ТНТ. Там він познайомився з російськими стендаперами, серед яких Руслан Білий, Юлія Ахмедова та інші.
Перший час заробляв близько 30 тисяч рублів на місяць; телеканал також оплачував квартиру, в якій в різний час жили інші коміки — Стас Старовойтов, Ілля Соболєв і Нурлан Сабуров.
Після участі в телевізійному шоу популярність Усовича стала рости і він розпочав сольну кар'єру, завів особистого менеджера і став активно гастролювати з концертами і корпоративами. .
2019 рік, за версією журналу Maxim увійшов в десятку кращих стендап-коміків Росії, розташувавшись на п'ятому місці .
2020 рік, Усович взяв участь у записі популярних програм і дав інтерв'ю багатьом відомим виданням, серед яких вДудь, Esquire Russia, Вечірній Ургант, Що було далі? та інші.
Грудень 2020, вийшов перший сольний концерт Усович «Ще один день» .